# Baptista Miranda
Baptista José Miranda (Lobito, 28 de abril de 2002) é um youtuber e influenciador digital angolano. É considerado o maior influencer de Angola, embora produza conteúdo principalmente para o público brasileiro.

## Carreira
Nascido em Lobito, Benguela, Baptista criou seu primeiro canal no YouTube em 2017, onde fazia vídeos de tutoriais de informática, mesmo sem dominar o tema. Baptista perdeu o canal no mesmo ano. Em 20 de abril de 2018, criou um novo canal. Inspirado pelo youtuber moçambicano Marcelino, que havia criado um vídeo que identificava as principais diferenças entre Moçambique e Brasil, Baptista decidiu publicar um vídeo sobre as diferenças entre Angola e Brasil. Segundo ele, o público brasileiro passou a acompanhá-lo a partir de 2019, quando começou a fazer conteúdos na rua, perguntando a angolanos sobre o que achavam dos brasileiros.
Em 2020, teve um aumento em popularidade após ser convidado para um vídeo do youtuber brasileiro Orochinho, se tornando "o youtuber representante de Angola no Brasil". Segundo Baptista, ele não obteve tanto sucesso produzindo vídeos para os angolanos em comparação a quando começou a fazer vídeos para os brasileiros. Baptista considera Júlio Cocielo, Whindersson Nunes, Lucas Fumba, Felipe Neto, Maicon Küster e Orochinho como suas maiores influências. Em meio à popularidade, foi notado por Felipe Neto e pelo Flow Podcast, sendo convidado por Igor 3K, do podcast, para gravar um episódio. Posteriormente, recebeu uma proposta de contrato de um ano no podcast, que Baptista aceitou, mudando-se de Angola para o Brasil, em São Paulo.